# The Devil's Mirror

The Devil's Mirror est un film hongkongais réalisé par Sun Chung, sorti en 1972.

## Synopsis
Les enfants de deux chefs de clans martiaux handicapés et vieillissants doivent affronter une redoutable sorcière nymphomane qui cherche à s’emparer des deux miroirs magiques détenus par les deux clans afin de pouvoir ouvrir la tombe de l'empereur Wu pour s’emparer de deux objets légendaires : l’« Épée-d’Intestins-de-Poisson » et le « Ganoderma-de-Mille-Ans », et ainsi dominer le monde des arts martiaux.

## Fiche technique
- Titre original : 風雷魔鏡 / The Devil’s Mirror
- Réalisation : Sun Chung
- Scénario : Chiang Yang
- Société de production : Shaw Brothers
- Chorégraphie des combats : Hsu Er-niu, Hsu Sung-ho
- Pays d'origine :  Hong Kong
- Langue originale : mandarin
- Format : Couleurs - 2,35:1 - Mono - 35 mm
- Genre : wuxia pian, fantastique
- Dates de sortie : 1972

## Distribution
- Shu Pei-pei : Bai Xiao-feng, héritière du clan Bai
- Liu Tan : Wen Jianfeng
- Li Chia-chien : la sorcière
- Wang Hsieh : Bai Tian Xiong, chef du clan Bai, un unijambiste
- Ching Miao : le chef du clan du Lion d’Or
- Sammo Hung : joueur de tambour dans l’antre de la sorcière (figurant)